# Малышкино (Вологодская область)
Малы́шкино — деревня в Кирилловском районе Вологодской области России.
Входит в состав Талицкого сельского поселения, с точки зрения административно-территориального деления — в Колкачский сельсовет.
Расстояние до районного центра Кириллова по автодороге — 58,3 км, до центра муниципального образования Талиц по прямой — 4 км. Ближайшие населённые пункты — Кусово, Юсово, Рогово, Талашманиха, Дергаево.
По переписи 2002 года население — 5 человек.